# Pistol Carpați Md. 1974
Pistolul calibrul 7,65 mm Md. 1974, denumit și „Pistol Carpați”, este o armă individuală destinată luptei antipersonal la distanțe mici (până la 50 m). A fost o armă complementară a trăgătorilor cu mitraliera ușoară din unele unități de infanterie, și a fost folosit ca armă de autoapărare în poliție și personalul de pază din România.

## Construcție

### Componente
Pistolul calibrul 7,65 mm Md. 1974 este alcătuit din:
1. Corp
2. Țeavă
3. Manșon închizător pe care este montat un percutor, o piedică și gheara extractoare
4. Arc recuperator
5. Cocoș pe care este montat un clichet
6. Pârghia cocoșului
7. Opritorul închizătorului
8. Agățător
9. Pârghia trăgaciului
10. Trăgaci
11. Încărcător

### Descriere
Modelul a fost produs de Întreprinderea Mecanica Cugir. Construcția pistolului este similară cu a pistolului Walther PP/PPK, însă nu este o copie exactă a acestuia.
Corpul pistolului este din duraluminiu. Înălțătorul este reglabil. Pistolul lucrează cu dublă acțiune la primul foc și cu simplă acțiune la următoarele. Tragerea se execută numai foc cu foc, încărcarea fiind automată. Darea focului se execută manual, prin repetiție, pistolul având autoarmare. Țeava pistolului are patru ghinturi. Interiorul acesteia este placat cu un strat subțire de crom.
Pistolul se poate purta în diferite tocuri, unul special este prezentat în galeria de jos. Eliberarea pistolului din toc se face apăsând cu degetul mare o clapetă plasată în partea tocului dinspre corp.

## Muniție
Pistolul folosește muniție 7,65x17 (.32 ACP) cu masa glonțului de 4,75 g. Încărcătorul are 7 cartușe. Greutatea încărcătorului este de 50 g. Cartușul are o lungime de 25 mm și greutatea de 7,7 g. Glonțul are lungimea de 12 mm. Greutatea încărcăturii de pulbere este de 0,22 g. Într-o cutie de carton se află de obicei 24 de cartușe. Greutatea acesteia este de 192 g.  

## Performanțe
Bătaia eficace este declarată de 50 m, însă distanța de tragere normală este de cca. 10 m. În mâna unui bun trăgător un pistol nou cu muniție de calitate poate realiza un grupaj de 30 mm la distanța de 10 m și de 150 mm la distanța de 25 m.